# Mtsensk
Mtsensk (en russe : Мценск) est une ville de l'oblast d'Orel, en Russie, et le centre administratif du raïon de Mtsensk. Sa population s'élevait à 40 704 habitants en 2013. Mtsensk est la troisième plus grande ville de l'oblast, après Orel et Livny.

## Géographie
Mtsensk est arrosée par la rivière Zoucha, un affluent de l'Oka, et se trouve à 47 km — 50 km par la route — à l'est d'Orel et à 283 km au sud de Moscou.

## Histoire

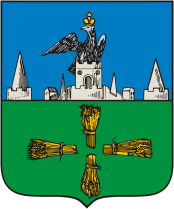
Armoiries de Mstensk en 1781

Mtsensk est mentionnée pour la première fois dans la Chronique d'Ipatiev, de 1147, sous le nom de Mtchensk (Мьченск) ; elle dépend alors de la principauté de Tchernigov. En 1320, Mtsensk est annexée par le grand-duché de Lituanie. Elle devient une forteresse ainsi qu'un centre d'artisanat et de commerce.
Au début du XVIe siècle, elle passe sous la domination russe. La forteresse de Mtsensk est alors l'une des plus grandes forteresses du sud de la Russie, mais elle perd son importance militaire dans la seconde moitié du XVIIe siècle. Mtsensk est élevée au rang de ville en 1778 et reçoit ses armoiries en 1781.
Le 19 mai 1924, après la suppression du gouvernement d'Orel et de son ouiezd de Mtsensk, la ville est rétrogradée au rang de commune urbaine. Mais Mstensk retrouve son statut de ville le 6 juillet 1925 et devient en 1928 le centre administratif d'un raïon, qui fait partie de l'oblast d'Orel depuis 1937.
Pendant la Seconde Guerre mondiale, Mtsensk est occupée par l'Allemagne nazie le 11 octobre 1941 et libérée par le front de Briansk de l'Armée rouge le 20 juillet 1943. À cette date, il ne restait que 200 habitants dans la ville sur 20 000 avant la guerre, les autres s'étant réfugiés à la campagne.
En 1963, Mstensk est élevée au rang de ville de subordination régionale. En 2011, elle adopte de nouveaux symboles.

## Galerie

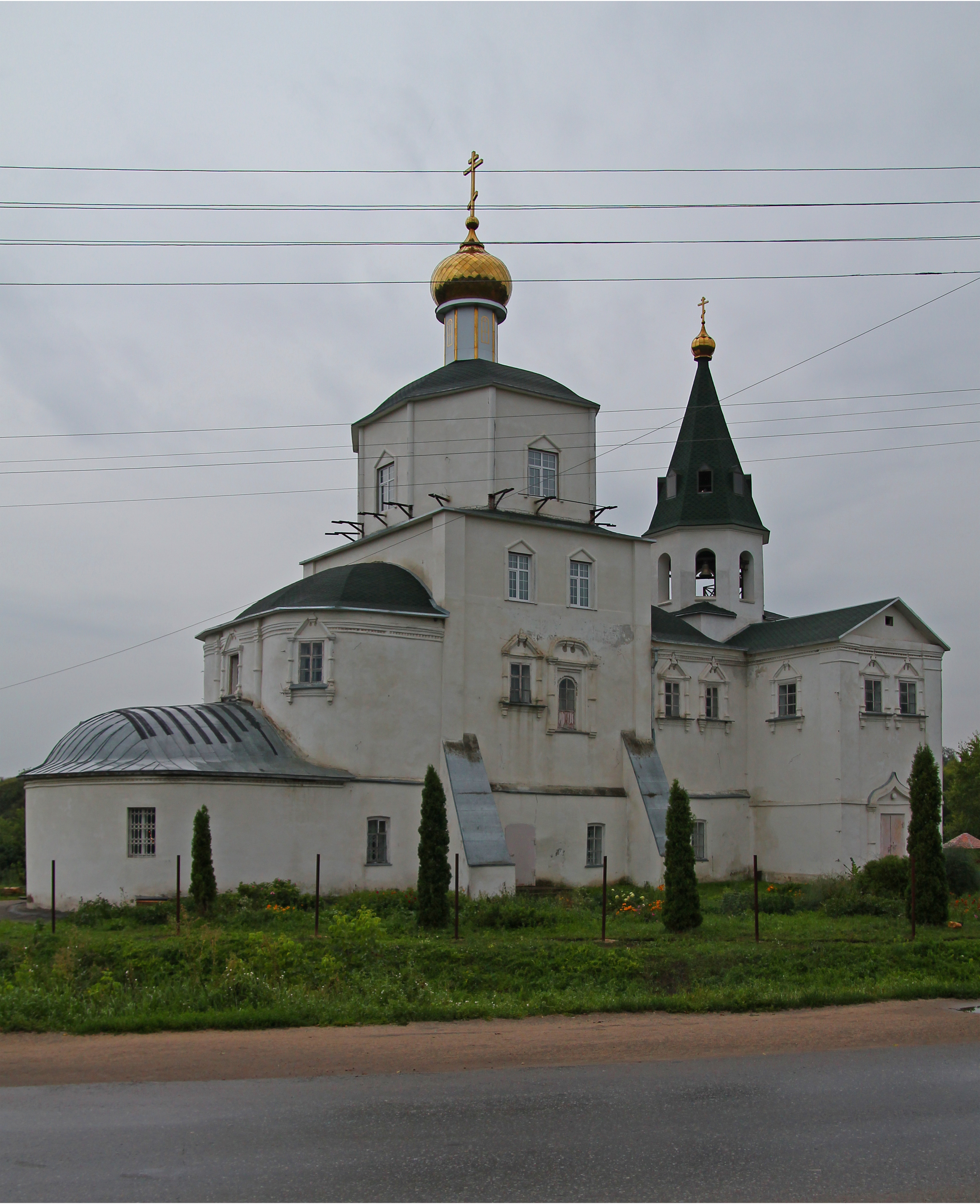
Église de l'Ascension.
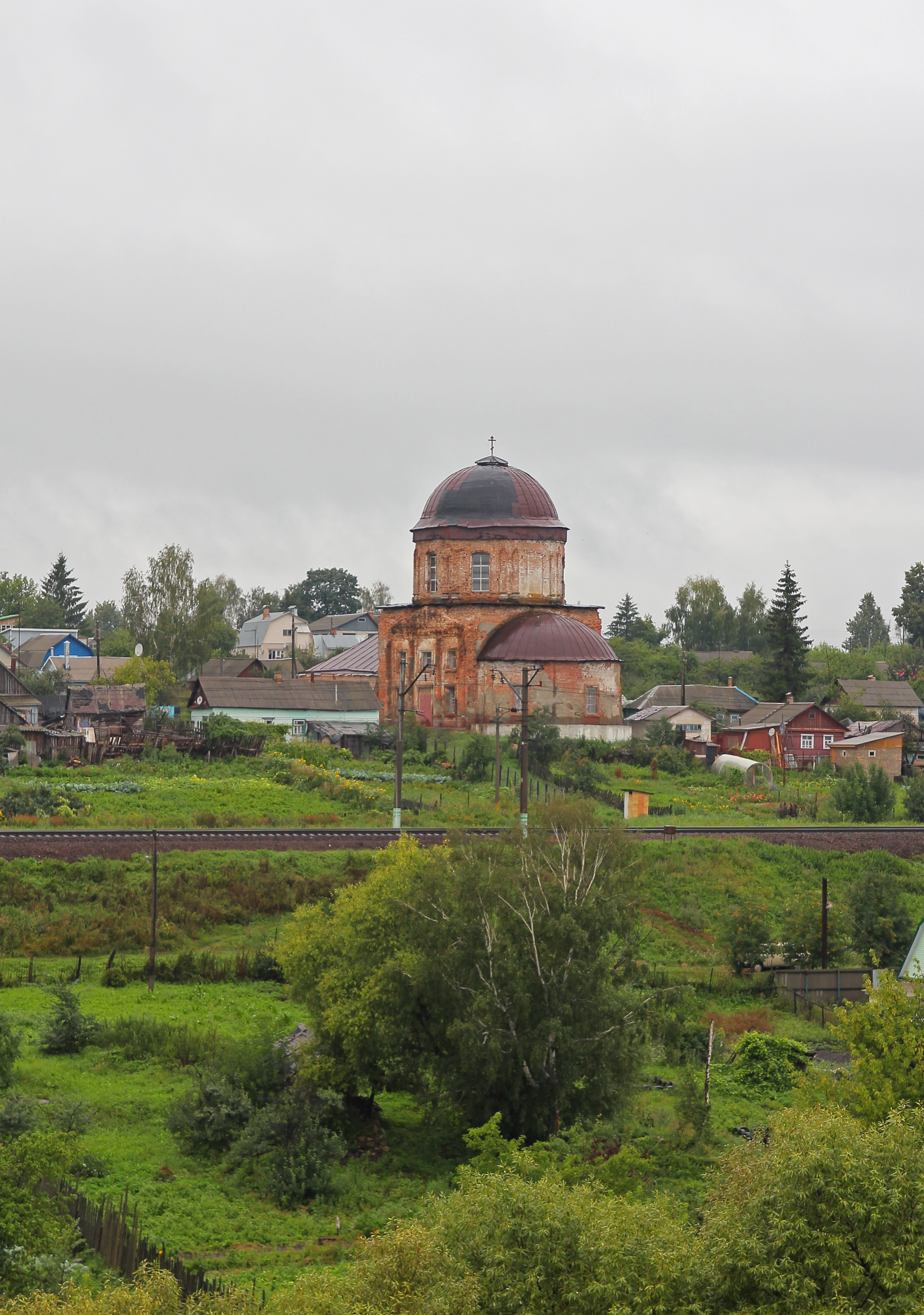
Église Saint-Georges.

## Population
Recensements (*) ou estimations de la population
| 1856   | 1897* | 1913   | 1926*  | 1931  |
| ------ | ----- | ------ | ------ | ----- |
| 12 300 | 9 823 | 16 000 | 10 045 | 9 700 |

| 1959*  | 1970*  | 1979*  | 1989*  | 2002*  |
| ------ | ------ | ------ | ------ | ------ |
| 14 266 | 27 833 | 41 790 | 48 400 | 47 807 |

| 2006   | 2010*  | 2012   | 2013   | 2014 |
| ------ | ------ | ------ | ------ | ---- |
| 46 129 | 43 216 | 41 884 | 40 704 | -    |

## Patrimoine

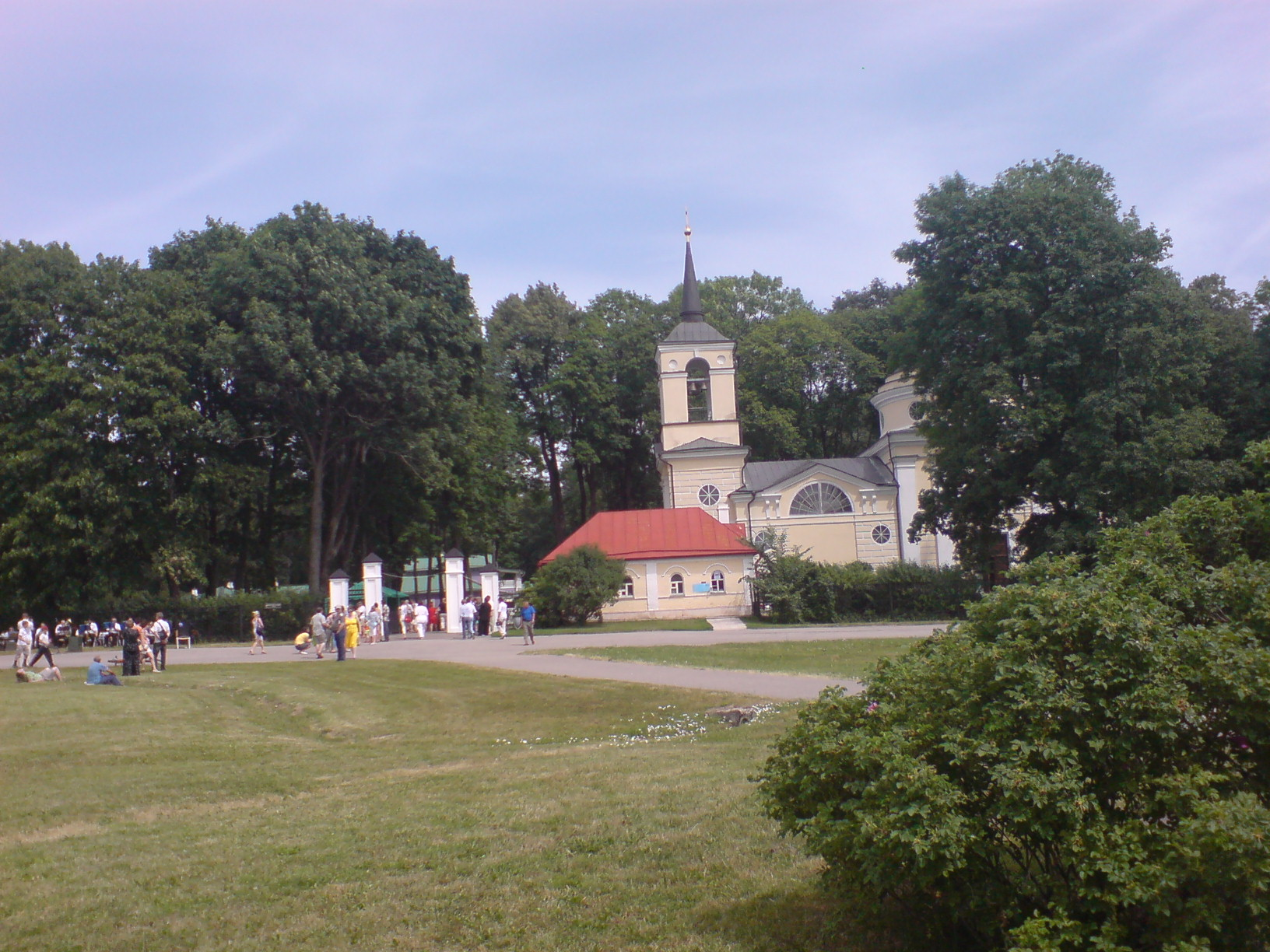
Entrée du domaine de Spasskoïe-Loutovinovo

La maison de campagne d'Ivan Tourgueniev, appelée Spasskoïe-Loutovinovo, transformée en musée, se trouve à dix kilomètres au nord de Mtsensk, sur la route Moscou – Simféropol.

## Divers
Mstensk a donné son nom au roman Lady Macbeth du district de Mtsensk — ou ouiezd de Mstensk — de Nikolaï Leskov (1865), qui inspira lui-même un opéra du même nom à Dimitri Chostakovitch en 1936, et le film Sibirska Ledi Magbet à Andrzej Wajda en 1962.